# موترا
موترا (انگلیسی: Mothra) (به ژاپنی: モスラ، هپبورن: Mosura) یک هیولای تخیلی یا کایجو است که برای اولین بار در فیلم موترا در سال ۱۹۶۱، تولید و توزیع شده توسط استودیو توهو ظاهر شد. موترا در چندین فیلم توهو توکوساتسو ظاهر شده‌است که اغلب به عنوان یک هیولای تکرارشونده در فرانچایز گودزیلا است. او معمولاً به‌عنوان یک لارو حساس عظیم الجثه (کاترپیلار) یا ایماگو، همراه با دو پری مینیاتوری که از طرف او صحبت می‌کنند، به تصویر کشیده می‌شود. بر خلاف دیگر هیولاهای توهو، موترا یک شخصیت تا حد زیادی قهرمان است، که به شکل‌های مختلف به عنوان محافظ فرهنگ جزیره خود، زمین</ref> و ژاپن به تصویر کشیده شده‌است. طرح Mothra تحت تأثیر کرم‌های ابریشم، تصویرهای آنها و پروانه‌های ابریشم غول‌پیکر از خانواده Saturniidae است. این شخصیت اغلب در حال بیرون آمدن فرزندان (در برخی موارد، دوقلوها) هنگام نزدیک شدن به مرگ به تصویر کشیده می‌شود، که اشاره‌ای به آموزه ساسارا از مذاهب متعدد هندی است.